# Craugastor crassidigitus
Craugastor crassidigitus är en groddjursart som först beskrevs av Taylor 1952.  Craugastor crassidigitus ingår i släktet Craugastor och familjen Craugastoridae. IUCN kategoriserar arten globalt som livskraftig. Inga underarter finns listade i Catalogue of Life.